# Sofie Korner
Pour les articles homonymes, voir Korner.
Sofie Korner (née le 16 décembre 1879 à Vienne, morte en déportation le 5 juin 1942 à Izbica) est une peintre autrichienne.

## Biographie
De 1902 à 1904, Sofie Korner fréquente l'école technique de peinture décorative et d'arts graphiques de l'université des arts appliqués de Vienne, où elle est l'élève de Felician Myrbach, Erich Mallina, Rudolf von Larisch et Adolf Michael Boehm. Elle poursuit ses études auprès de Bernhard Pankok à Stuttgart et peut-être aussi à Paris et dans l'école d'artistes hongrois de Nagybánya.
En 1919, Korner suit Johannes Itten, dont elle avait auparavant fréquenté l'école d'art privée à Vienne, au Bauhaus à Weimar. Elle n'y fait pas tout de suite des études à cause d'une maladie, mais effectue un apprentissage préliminaire en 1920 et étudie le dessin en 1921, financée par une bourse. En 1922, elle participe à la première exposition du Bauhaus à l'étranger, qui a lieu à Calcutta, en Inde, et présente 250 œuvres de maîtres et d'étudiants du Bauhaus. La seule vente de l'exposition est une aquarelle de Korner, achetée par le poète Rabindranath Tagore.
Des voyages en Italie, en Dalmatie, en Hongrie et en Bohême inspirent Korner à créer un grand nombre de peintures de paysages. Elle expose à plusieurs reprises à la Künstlerhaus de Vienne, notamment à la 35e exposition annuelle de la Coopérative des artistes de Vienne (1909). En tant que membre de la Bundes der geistig Tätigen initiée par Robert Müller et de l'Association autrichienne des artistes féminines, elle participe à leurs expositions en 1919 et 1930.
Les nazis persécutent Sofie Korner en raison de ses origines juives. Le 5 juin 1942, elle et son père sont déportés à Izbica et assassinés.

## Œuvre

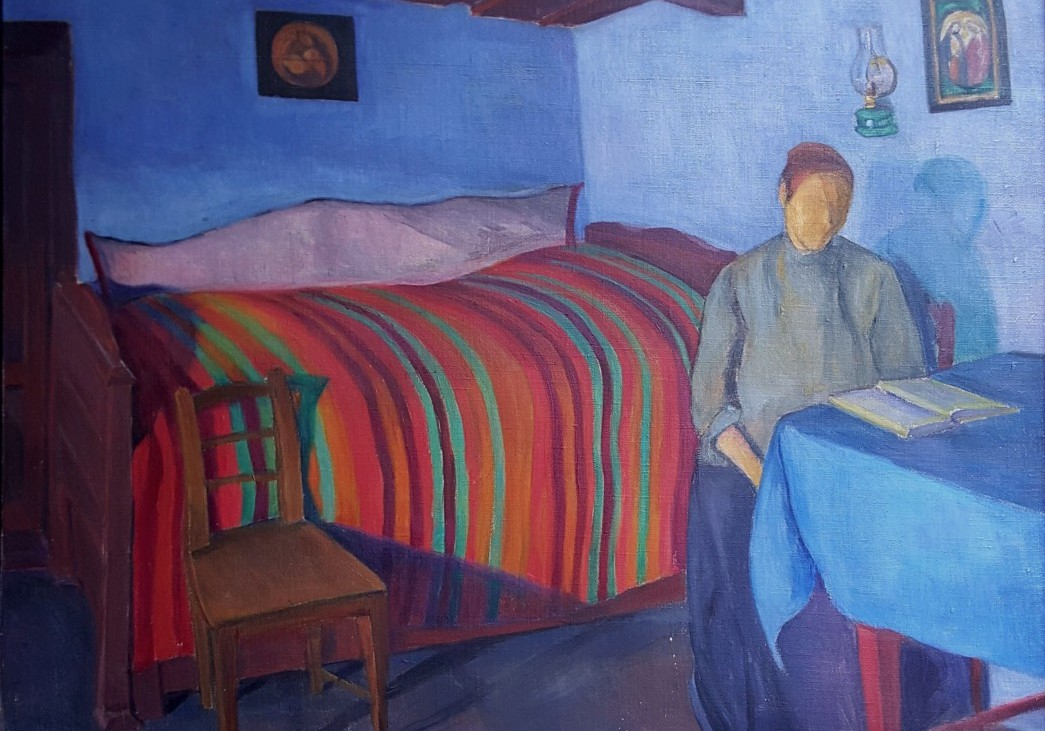
Le Lit

Sofie Korner peint principalement des paysages, des tableaux de genre et des portraits. Vers 1910, elle crée également des représentations monumentales de nus féminins et masculins dans un contexte biblique. Elle se tourne très tôt vers l'expressionnisme.
Au cours des recherches préparatoires de l'exposition Vergessene Bauhaus-Frauen 2021-2022 au Musée Bauhaus de Weimar, plus de 50 œuvres de Sofie Korner sont retrouvées avec l'aide de proches d'Australie, de Suisse et des États-Unis. Les nouvelles connaissances sur l'artiste sont incluses dans le catalogue de l'exposition.